# Domus de janas Riu sa Mela e is Concas
Le Domus de janas Riu sa Mela e is Concas sono delle tombe preistoriche situate a Guasila, in Sardegna.
Sulla base delle indicazioni fornite dai resti archeologici , le impronte più antiche lasciate dall'uomo nel territorio di Guasila risalgono al Neolitico Recente  (fine IV millennio a.C.).
Non essendo stati individuati agglomerati capannicoli e oggetti di cultura materiale attribuibili alla cultura di S.Michele Di Ozieri che caratterizza il Neolitico in Sardegna nei secoli a cavallo del 3000 a.C. la frequentazione umana dell’uomo risalente a questo periodo è suggerita da due gruppi di grotticelle funerarie artificiali dette a “domus de janas” scavate lungo alcuni banchi di tenera roccia arenaria.

## Descrizione
Le domus situate nel territorio di Guasila sono quattro, due in località Riu sa Mela e due in località is Concas. In questi gruppi tombali gli ipogei sono articolati secondo uno sviluppo planimetrico comprendente vari ambienti, talora preceduto da un atrio o da un corridoio. 
All'interno si notano elementi architettonici come nicchie, pilastri e banconi che imitavano analoghe parti strutturali delle abitazioni dei villaggi neolitici.
Di particolare pregio ed interesse è una delle domus de janas in località Riu sa Mela, per la presenza di due protomi zoomorfi scolpiti a rilievo sulla sommità dei pilastri che sorreggono la volta della struttura.
Indagata da scavo archeologico nel 1981 da G. Lai, ne rivelò la totale espoliazione con suo riuso funerario, avvenuto giàin fase antica, rinvenendo elementi di cultura materiale di pregio di età altomedievale riferiti alla sfera maschile e femminile.